# Berlin-Marathon 1982
| 9. Berlin-Marathon     | 9. Berlin-Marathon            |
| ---------------------- | ----------------------------- |
| Stadt                  | Berlin, Deutschland           |
| Datum                  | 26. September 1982            |
| Distanz                | 42,195 Kilometer              |
| Sieger                 |                               |
| Männer                 | Domingo Tibaduiza (2:14:46 h) |
| Frauen                 | Jean Lochhead (2:47:04 h)     |
| ← Berlin-Marathon 1981 | Berlin-Marathon 1983 →        |
| Website                | Offizielle Website            |

Der Berlin-Marathon 1982 war die 9. Ausgabe der jährlich stattfindenden Laufveranstaltung in West-Berlin, Bundesrepublik Deutschland. Der Marathon fand am 26. September 1982 statt.
Bei den Männern gewann Domingo Tibaduiza in 2:14:46 h, bei den Frauen Jean Lochhead in 2:47:04 h. 

## Ergebnisse

### Männer
| Platz | Athlet               | Land                   | Zeit (h) |
| ----- | -------------------- | ---------------------- | -------- |
| 01    | Domingo Tibaduiza    | Kolumbien              | 2:14:46  |
| 02    | Eberhardt Weyel      | BR Deutschland         | 2:14:49  |
| 03    | John Offord          | Vereinigtes Königreich | 2:20:34  |
| 04    | Ryszard Misiewicz    | Polen                  | 2:20:40  |
| 05    | Martin J McCarthy    | Vereinigtes Königreich | 2:21:00  |
| 06    | Robert Sinclair      | Vereinigtes Königreich | 2:22:34  |
| 07    | Michael Crowl        | Vereinigtes Königreich | 2:24:18  |
| 08    | Ken Barber           | Vereinigtes Königreich | 2:25:06  |
| 09    | Ulrich Mattersburger | Österreich             | 2:25:07  |
| 10    | Wilfried Jackisch    | BR Deutschland         | 2:25:58  |

### Frauen
| Platz | Athletin              | Land                   | Zeit (h) |
| ----- | --------------------- | ---------------------- | -------- |
| 01    | Jean Lochhead         | Vereinigtes Königreich | 2:47:04  |
| 02    | Libby Pfeiffer        | Vereinigtes Königreich | 2:47:27  |
| 03    | Liane Winter          | BR Deutschland         | 2:51:53  |
| 04    | Carolyn Clanckmeister | BR Deutschland         | 3:03:30  |
| 05    | Jutta von Haase       | BR Deutschland         | 3:05:32  |
| 06    | Ilse Scheibe          | BR Deutschland         | 3:06:17  |
| 07    | Siri White            |                        | 3:06:20  |
| 08    | Susanne Seiffert      | BR Deutschland         | 3:11:28  |
| 09    | Jill Foster           | BR Deutschland         | 3:11:43  |
| 10    | Christa Dotzler       | BR Deutschland         | 3:12:14  |